# صربا (النبطية)
صربا  أو صربا الجنوب  هي إحدى القرى اللبنانية من قرى قضاء النبطية في محافظة النبطية. وتعرف أيضاً باسم صربا الجنوب لتمييزها عن صربا جونيه. الجميع يعرفها بكرمها وحسن ضيافتها.

## الموقع والجغرافيا
تبعد صربا (النبطية) 65 كلم (40.391 مي) عن بيروت عاصمة لبنان. ترتفع 660 م (2165.46 قدم - 721.776 يارد) عن سطح البحر وتمتد على مساحة 641 هكتاراً (6.41 كلم²- 2.47426 مي²).وتتبع لها مزرعة الخريبة في الجهة الغربية للبلدة ومزرعة الخريبة في الجهة الجنوبية للبلدة

## السكان
يبلغ عدد سكانها حوالي الاربع الاف نسمة ومعظم ساكنيها حالياً هم من كبار السن، إذ نزح معظم أهلها من فئة الشباب العمرية ليسكنوا المدن الساحلية مثل بيروت وغيرها من المدن اللبنانية اذ لا يتجاوز عدد القاتنين فيها ال 150 شخص. كما تغرّب العديد من شبّانها في البلدان العربية والاجنبية أيضاً خاصةً خلال فترة التهجير في جنوب لبنان.
تتنوع طبيعتها باشجارها فكانت في الستينات تشتهر في زراعة الكرمة والتين الا الآن فيطغو عليها زراعة الزيتون وبعض الصحاري من قبل المزارعين كذلك يتواجد بها مناطق حرجية كبيرة يطغو بها السنديان والاشجار البرية

## عمرانها
بيوت صربا القديمة مبنية بسواعد أهلها الذين استخدموا الحجر الطبيعي الذي لا يوازي جماله أي حجر آخر. وفي منتصف القرية تقف كنيسة صربا شامخة لتزين الساحة ولتكون ملتقى الأفراح والأحزان في كل وقت، ولتكون شاهدةً على تاريخ الأجداد الذين بذلوا أرواحهم في الحفاظ على أرضهم ورزقهم. ولتكون ملجأً لكل محتاج، فاتحةً ذراعيها بكل محبة وعطاء لأهلها ولجيرانها.

## وصلات خارجية
لمزيد من الإطلاع على أحوال هذه البلدة اللبنانية مراجعة 
الموقع الرسمي للبلدة